# Trump(-JAP)
Trump is een historisch merk van motorfietsen.
Liphook Motor Engineering Works, Weybridge, Surrey, later Trump Motors Ltd, Foxlake Works, Byfleet, Surrey en Trump Motors Ltd., Birmingham (1906-1923).

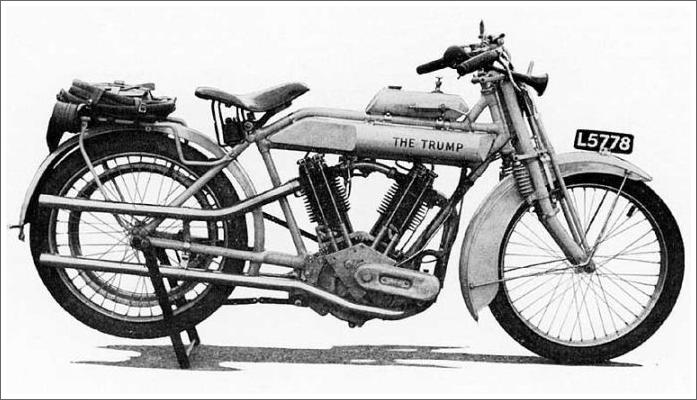
Trump-JAP uit 1910

Dit Engelse merk was eigendom van de voormalige coureurs F.A. McNab en Col. Stewart. Hun motorfietsen waren voorzien van JAP-motoren van 246- tot 998 cc of de 990 cc British Anzani-V-twin. Er waren ook modellen met 269 cc Peco-tweetakten. Het merk stond ook als Trump-JAP bekend.